# مينيا أيون ناستاسي
مينيا أيون ناستاسي (بالرومانية: Mihnea-Ion Năstase)‏ مواليد 7 فبراير 1967 في بوخارست، هو لاعب كرة مضرب روماني سابق وكان يلعب باليد اليمنى. أعلى تصنيف له في الفردي كان المركز الـ 279 في سنة 1992. أعلى تصنيف له في الزوجي كان المركز الـ 159 في سنة 1991.

## النهائيات

### الزوجي: 1 (1–0)
| الحصيلة | الرقم | السنة | الدورة            | الأرضية | الشريك      | المنافس في النهائي         | النتيجة في النهائي |
| ------- | ----- | ----- | ----------------- | ------- | ----------- | -------------------------- | ------------------ |
| الفوز   | 1.    | 1990  | سان ريمو، إيطاليا | ترابية  | غوران بربيك | أولا جونسون فريدريك نيلسون | 3–6, 7–6, 6–3      |

## روابط خارجية
- مينيا أيون ناستاسي على موقع رابطة محترفي التنس (الإنجليزية)
- مينيا أيون ناستاسي على موقع الاتحاد الدولي لكرة المضرب (الإنجليزية)
- مينيا أيون ناستاسي على موقع كأس ديفيز (الإنجليزية)
- مينيا أيون ناستاسي على موقع خلاصة التنس.كوم (الإنجليزية)